# Izumo no Okuni

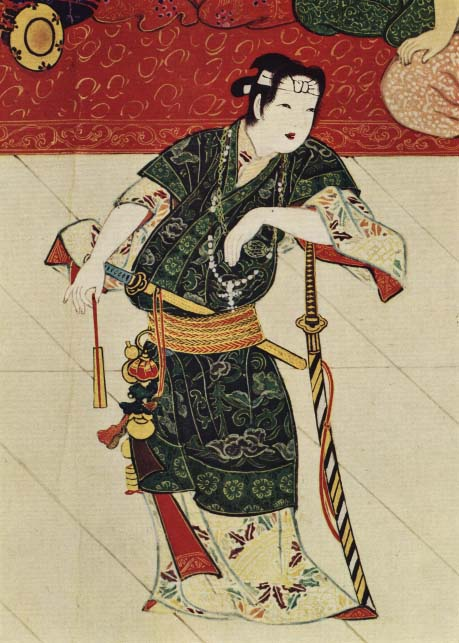
Izumo no Okuni

Izumo no Okuni (出雲の阿国, 1572?, Japão)foi uma atriz, dramaturga e fundadora do teatro kabuki. Considera-se que a artista japonesa  tenha sido uma miko no Grande Santuário de Izumo, tendo começado a criação deste novo estilo composto por dança, canto, e atuando num leito seco do rio em Kyoto.

## História

### Fundação do kabuki
Presume-se que foi em 1603, o ano em que o shogun Ieyasu Tokugawa estabeleceu a paz no país, que uma dançarina se instalou num palco ao ar livre, nas margens secas do rio Kamo, em Kyoto, e com a sua trupe de entertainers femininos, começou a dançar. A performance de Okuni e do seu bando de mulheres artistas começou a ser conhecida por kabukimono - termo empregado no sentido de "extravagante", "excêntrico".  A sua fama espalhou-se por todo o Japão e teve rapidamente as suas seguidoras - trupes de prostitutas e cortesãs exibindo danças sensuais e pequenas farsas por todas as grandes cidades. O shogunato não podia arriscar-se a permitir algo que tivesse a capacidade subversiva de perturbar a ordem pública. Quando os homens começaram a lutar entre si por causa das actrizes, as autoridades baniram (em 1628) as mulheres dos espectáculos públicos. A lei levou algum tempo a ser cumprida. Mas, em 1647, as mulheres desapareceram do palco, mantendo essa ausência durante 250 anos. O kabuki é até hoje representado apenas por homens.